# 国鉄ヨ2500形貨車
国鉄ヨ2500形貨車（こくてつヨ2500がたかしゃ）は、日本国有鉄道（国鉄）に1947年（昭和22年）に改造により登場した事業用貨車（車掌車）である。

## 概要
1947年（昭和22年）、当時日本を占領・統治していたGHQ（連合国軍最高司令官総司令部）は、国鉄の運転規定改訂を命令し、それによってすべての列車の最後尾に緩急設備のある車両を連結しなければならなくなった。
その当時、日本は戦後の混乱期の真っ只中であり、資材の不足等も含め、車両の生産能力が低かったことや、改造はともかく、新車の製造を殆ど認めなかったGHQの消極的な方針など、新たな車掌車を製造する時間的猶予もなかったことなどから、急遽、二軸有蓋車、ワ1形を改造し、車掌車としたものが本形式である。代用車掌車と呼称された。
改造工事は日本車輌製造、汽車製造、帝國車輛工業等にて行われ、計700両（ヨ2500 - ヨ3199）が同年9月18日に完成した。
配置局別の改造所と施工数の関係は次のとおりである。
- 東京鉄道管理局 110両
  - 日本車輌製造支店 35両（ヨ2500 - ヨ2534）
  - 汽車製造 75両（ヨ2695 - ヨ2669）
- 名古屋鉄道管理局 50両
  - 日本車輌製造本店 50両（ヨ2670 - ヨ2719）
- 大阪鉄道管理局 80両
  - 日本車輌製造本店 40両（ヨ2720 - ヨ2759）
  - 帝國車輛工業 40両（ヨ3060 - ヨ3099）
- 広島鉄道管理局 210両
  - 日本車輌製造支店 5両（ヨ2575 - ヨ2579）
  - 日本車輌製造本店 40両（ヨ2760 - ヨ2799）
  - 川崎車輛 50両（ヨ2900 - ヨ2949）
  - 近畿車輛 15両（ヨ3020 - ヨ3034）
  - 日立製作所 100両（ヨ3100 - ヨ3199）
- 門司鉄道管理局 50両
  - 日本車輌製造支店 5両（ヨ2570 - ヨ2574）
  - 日本車輌製造本店 20両（ヨ2800 - ヨ2819）
  - 近畿車輛 25両（ヨ3000 - ヨ3019、ヨ3055 - ヨ3059）
- 新潟鉄道管理局 60両
  - 日本車輌製造支店 35両（ヨ2535 - ヨ2569）
  - 新潟鐵工所 25両（ヨ2820 - ヨ2844）
- 仙台鉄道管理局 80両
  - 汽車製造 10両（ヨ2585 - ヨ2594）
  - 川崎車輛 50両（ヨ2950 - ヨ2999）
  - 近畿車輛 20両（ヨ3035 - ヨ3054）
- 札幌鉄道管理局 60両
  - 汽車製造 5両（ヨ2580 - ヨ2584）
  - 新潟鐵工所 55両（ヨ2845 - ヨ2899）

### 改良工事
しかしさすがに急ごしらえ的な製造（改造）方法であったため、早くも翌1948年（昭和23年）7月より全車（700両）が2回目の改造（改良）工事に入り1949年（昭和24年）12月に完了した。改造内容は、側引戸及び階段の改良と軽微なものであった。
配置局別の改造所と施工数の関係は次のとおりである。
- 東京鉄道管理局 70両
  - 日本鋼管 10両
  - 日国工業 52両
  - 日立製作所 7両
  - 大井工機部 1両
- 名古屋鉄道管理局 185両
  - 名古屋工機部 20両
  - 大陸授護 50両
  - 富士産業（半田） 40両
  - 日本海船渠工業 75両
- 大阪鉄道管理局 80両
  - 高砂工機部 12両
  - 吹田工機部 12両
  - 後藤工機部 6両
  - 東洋レーヨン 25両
  - 富士産業 25両
- 広島鉄道管理局 150両
  - 水野造船 150両
- 門司鉄道管理局 50両
  - 浦の崎造船所 30両
  - 若松車輛 20両
- 新潟鉄道管理局 60両
  - 長野工機部 10両
  - 土崎工機部 10両
  - 新津工機部 10両
  - 新潟鐵工所 30両
- 仙台鉄道管理局 80両
  - 郡山工機部 30両
  - 盛岡工機部 50両
- 札幌鉄道管理局 25両
  - 苗穂工機部 8両
  - 五稜郭工機部 5両
  - 旭川工機部 6両
  - 釧路工機部 6両

## 構造
本形式は、二軸有蓋車ワ1形をベースに改造したものであるが、短期間に多数の車掌車を揃えなければいけないことから、製作日数をできるだけ少なくするために大幅な改造は行われず、車掌車としての最低限の設備を有するのみとなっている。
改造内容としては、側扉を固定して、そこに開戸式の乗務員扉とステップを設置、前後に標識灯を追加し、後部左右側面及び妻部に窓を各1箇所追加。屋根上には廃車の発生品とおぼしきトルペード形（水雷形）ベンチレーターが1基設置された。
室内には車掌弁のほかに執務用の机と椅子、区分棚等の車掌室設備が設置されたが、戦後の物不足の最中であったため、いずれも木製で粗末な造りとなっていた。
ワ1形は、側面の補強材の形状等、もともと製造された工場によって形態が多少異なっていたことに加え、ヨ2500形への改造に際しても、側面窓の大きさのほか、乗務員扉の形状や設置方法も、既存の側扉を固定してそこに乗務員扉を設置したものや、側扉を撤去して埋め込み、そこに乗務員扉を新設したもの等、工場によって改造内容が様々であるため、形態的にも多様であった。
改造種車となったワ1形は、明治から大正にかけて製造された古典貨車であり、改造時にはかなり老朽化が進んでいたが、走り装置には手を付けず、古典的なシュー式のままであった。なおかつ元が貨車であったため、貨物を積載した場合を想定したスパンの短い重ね板ばねは硬く、乗り心地は非常に悪かった。

## 運用等
窓が少なく暗い室内に粗末な調度、老朽化できしむ車体は隙間風が吹き込み、さらに乗り心地も劣悪、と乗務員からは非常に評判が悪く、「緩急車」ならぬ「寒泣車」などと揶揄されることもあった。
本車は700両というかなりの両数が一度に登場したが、前述したようにあくまで応急措置的な車両であり、性能的、機能的にも他の車掌車からかなり見劣りすることや、現場で敬遠されていたことからも、その後ヨ3500形やワフ29500形等の、新型の車掌車や有蓋緩急車が登場したことにより順次淘汰され、1959年（昭和34年）度に形式消滅した。